# XII dinastia egizia
La XII dinastia fa parte della fase della storia dell'Antico Egitto detta Medio Regno e copre un arco di tempo dal 1990 a.C. al 1780 a.C.
La XII dinastia viene spesso identificata con il Medio Regno.

## Storia
Gli antenati dei sovrani di questa dinastia furono coloro che da semplici principi ereditari di Tebe seppero riconquistare il controllo di tutto l'Egitto.
Una volta giunti al potere i sovrani della XII dinastia, allo scopo di rinsaldare l'unitarietà dello stato, si impegnarono in una politica di ridimensionamento del potere dell'aristocrazia dei distretti, potere che era stato alla base della fine del Antico Regno. Per giungere al questo scopo venne modificata la stessa struttura amministrativa dell'Egitto sostituendo ai tradizionali 38 distretti tre grandi strutture amministrative amministrate da funzionari di nomina regia, controllati da un rilevante numero di ispettori itineranti.
Un grande sforzo venne fatto dai sovrani per risanare e rafforzare l'economia sia attraverso l'estensione della zona d'influenza in Nubia, che giungerà fino al grande emporio di Kerma nei pressi detta terza cateratta, sia attraverso la bonifica del Fayyum e la messa a coltura di una grande estensione di nuove terre.
Nonostante tutti questi sforzi anche la XII dinastia, e con essa il regno medio, termineranno nuovamente in un periodo di sovrani deboli, XIII dinastia, e di conseguente anarchia, a tutto vantaggio della nobiltà dei distretti che tornerà spesso a governarli in modo autonomo.

## Lista di sovrani
| Nome Horo     | Lista di Abydos | Lista di Saqqara | Canone Reale   | Manetone    | Altri nomi    | periodo di regno      |
| ------------- | --------------- | ---------------- | -------------- | ----------- | ------------- | --------------------- |
| Sehetepibtawy | Sehetepibra     | Sehetepibra      | [Sehet]pib[ra] | Ammenemes   | Amenemhat I   | 1994 a.C. - 1964 a.C. |
| Ankh-mesut    | Kheperkara      | Kheperkara       | [Kheper]ka[ra] | Sesonchonis | Sesostris I   | 1964 a.C. - 1919 a.C. |
| Hekenemaat    | Nebkaura        | Nebkaura         | illeggibile    | Ammenemes   | Amenemhat II  | 1919 a.C. - 1885 a.C. |
| Seshemtawy    | Khakeperra      | Khakeperra       | illeggibile    | Sesostris   | Sesostris II  | 1885 a.C. - 1879 a.C. |
| Netjerkheperu | Khakaura        | Khakaura         | illeggibile    | Sesostris   | Sesostris III | 1879 a.C. - 1846 a.C. |
| Abau          | Nemaatra        | Nemaatra         | illeggibile    | Lacheres    | Amenemhat III | 1846 a.C. - 1801 a.C. |
| Kheperkheperu | Maakherura      | Maakherura       | Maakherura     | Ammenemes   | Amenemhat IV  | 1801 a.C. - 1790 a.C. |
| Meritra       | non citato      | Sobekkara        | Sobeknefrura   | Skemiophris | Nefrusobek    | 1790 a.C. - 1786 a.C. |